# آخرین دلار او
آخرین دلار او (انگلیسی: His Last Dollar) یک فیلم صامت کمدی و محصول کشور آمریکا می‌باشد .